# Periodo de ventana
En medicina, "periodo de ventana", "periodo de ventana inmunológica" o "periodo ventana" para un examen hecho para detectar una enfermedad específica, particularmente de carácter infeccioso, es el tiempo entre la primera infección y el momento en el que la prueba ya puede detectar de manera segura la infección. En pruebas basadas en anticuerpos, este periodo depende del tiempo que tarda la seroconversión, es decir, que el ensayo de anticuerpos en una persona cambie de negativo a positivo.
La importancia de este periodo es epidemiológica y para estrategias de sexo seguro, así como para la donación de sangre y órganos, ya que en este intervalo de tiempo no es posible detectar la infección en la persona o animal, pero es posible que contagie a otros. Por esta razón, la estrategia más eficaz de prevención de enfermedades utiliza las pruebas junto con esperas más largas que el periodo de ventana estimado.

## Ejemplos
- Hepatitis B: Durante el periodo de ventana de la hepatitis B, ambos marcadores serológicos HBsAg (antígeno de superficie de la hepatitis B) y anti-HBs (anticuerpo contra el HBsAg) dan negativo en las pruebas debido a que no hay suficientes anti-HBs, estando los pocos que hay unidos al HBsAg.[1]

- SIDA VIH (véase SIDA): "Puesto que los anticuerpos contra el VIH tardan algún tiempo en formarse, una prueba de anticuerpos contra el VIH no dará resultados positivos inmediatamente después de que la persona se haya infectado. La demora típica oscila entre 14 y 21 días, pero varía en cada persona. Casi todas las personas infectadas por el VIH tendrán anticuerpos detectables al cabo de 3 meses de producirse la infección. No obstante, podría haber casos en los que estos anticuerpos se demorasen, por ejemplo si se está recibiendo quimioterapia, tratamiento para el Lupus o se consumen drogas.[2]